# Marco Danieli
Marco Danieli (Tivoli, 1976) è un regista italiano.

## Biografia
Durante l'adolescenza si è unito al collettivo di sperimentazione teatrale "Zona Franca". Regista indipendente, nel 2007 si è diplomato in regia presso il Centro sperimentale di cinematografia di Roma. Nel 2016 ha presentato il suo primo lungometraggio, La ragazza del mondo, alla Mostra internazionale d'arte cinematografica di Venezia. Per questo film è stato premiato nel 2017 nella sezione registi emergenti ai premi del David di Donatello.

## Filmografia

### Regista
- Come sopravvivere ad una sorella strxxxa - serie TV (2015)
- Come diventare popolari a scuola - serie TV (2015)
- La ragazza del mondo (2016)
- Luce propria - cortometraggio (2017)
- Un'avventura (2019)
- Nudes - serie TV (2024)

## Riconoscimenti
- 2017 – David di Donatello
  - Miglior regista esordiente
- 2017 – Globo d'oro
  - Miglior opera prima
- 2017 – Ciak d'oro
  - Miglior opera prima per La ragazza del mondo[1]